# Distretto di Kalahandi
Il distretto di Kalahandi è un distretto dell'Orissa, in India, di 1 334 372 abitanti. Il suo capoluogo è Bhawanipatna.